# ناحیه الرقاصه
ناحیه الرقاصه (به عربی: دائرة الرقاصة) یک ناحیه در الجزایر است که در استان البیض واقع شده‌است.

## خصوصیات
ناحیه الرقاصه ۱۲٬۵۳۶ نفر جمعیت دارد.